# D3 (Slowakije)
De D3 (Diaľnica 3) is een autosnelweg in het noorden van Slowakije. De D3, die correspondeert met de E75, is nog in ontwikkeling en krijgt een totale lengte van 59 kilometer.

## Traject
De D3 begint bij Žilina als aftakking van de D1 en gaat in noordelijke richting langs Kysucké Nové Mesto en Čadca en eindigt bij grensovergang Skalité / Żywiec (Polen).
Op dit moment zijn drie delen gereed: een deel tussen de toekomstige snelweg D1 en Žilina (5,7 kilometer, deels tweebaansweg), een 6,2 kilometer lange rondweg om Čadca en een stuk van 150 meter bij de Poolse grens. Verder is een traject van 3 kilometer in aanbouw.